# Tony Darnand
Pour les articles homonymes, voir Darnand.
 (juillet 2014).
 (septembre 2016).
Tony Darnand est un pêcheur sportif français, licencié à Bourg-en-Bresse sous l'égide du Groupement National Carpe, le GN Carpe (lui-même affilié à la FFPSC, Fédération Française de Pêche Sportive au Coup).

## Palmarès
- Vice-champion du monde de pêche à la carpe individuel en 2011, à Pérouse (Italie).
- Cinquième des championnats du monde par équipes en 2011, à Pérouse (avec Sébastien Feschet, capitaine de l'équipe de France (ECF) en 2012, lui-même troisième par équipes  avec Frédéric Chopineaux -ex- champion de France- aux championnats du monde de 2009 (au lac de l'Uby, Gers), et dont les fils Kevin et Wilson ont été champions de France Jeune (-15ans) en 2009).
- Cinquième des championnats du monde par équipes en 2010,  à Witney (Angleterre) (toujours avec Sébastien Feschet).